# Hôtel de ville de Rothenburg ob der Tauber
L'Hôtel de Ville (Rathaus) de Rothenburg ob der Tauber est un édifice classé situé dans l'arrondissement d'Ansbach (Moyenne-Franconie), en Bavière. Le bâtiment est inscrit comme monument dans la liste bavaroise des monuments.

## Description
L'hôtel de ville est achevé vers 1377. L'ensemble se compose de deux ailes parallèles séparées par des cours. Les bâtiments massifs de trois étages en pierre de taille de style Renaissance sont couverts de toits à pignons escarpés. La tour de guet sur le pignon ouest, aujourd'hui tour de guet, a été essentiellement construite vers 1200. L'édifice a obtenu sa forme actuelle en 1555-58. Les arcades de la place du marché ont été ajoutées en 1681. Sur la façade, on y voit les armoiries des princes électeurs auxquels incombait l'élection du roi allemand au Moyen Âge. On peut visiter les salles voûtées (Historiengewölbe) aménagées en musée historique.

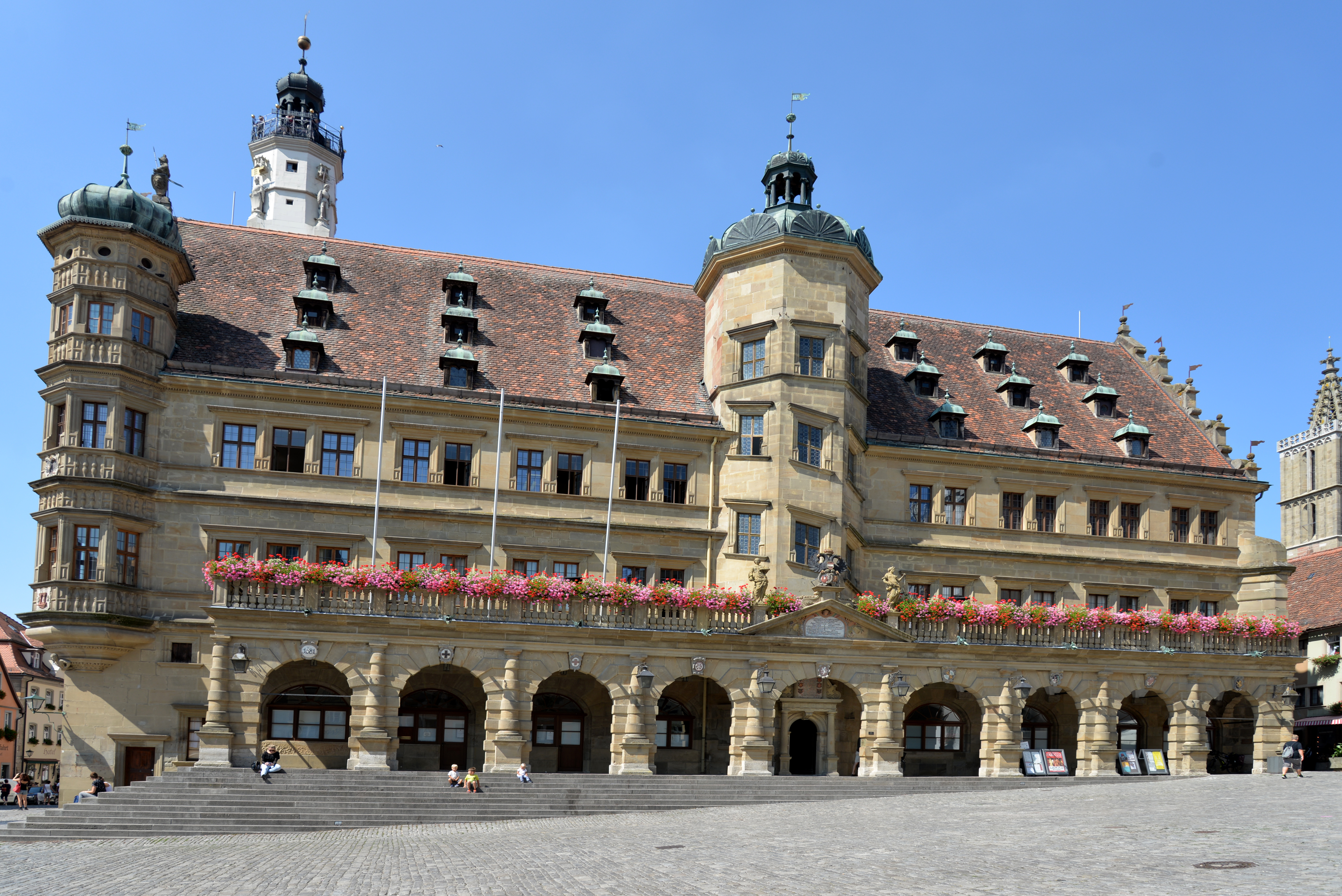
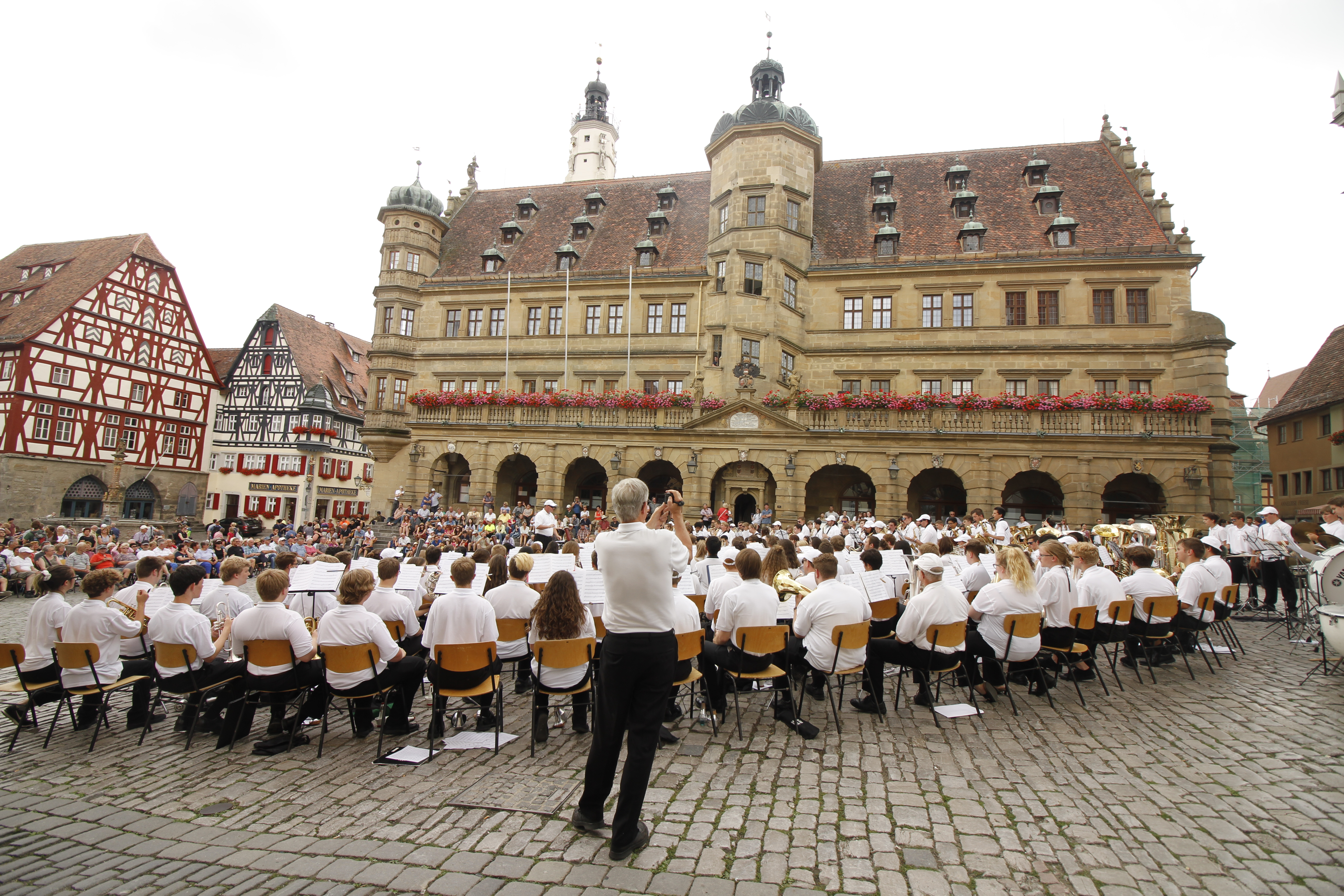
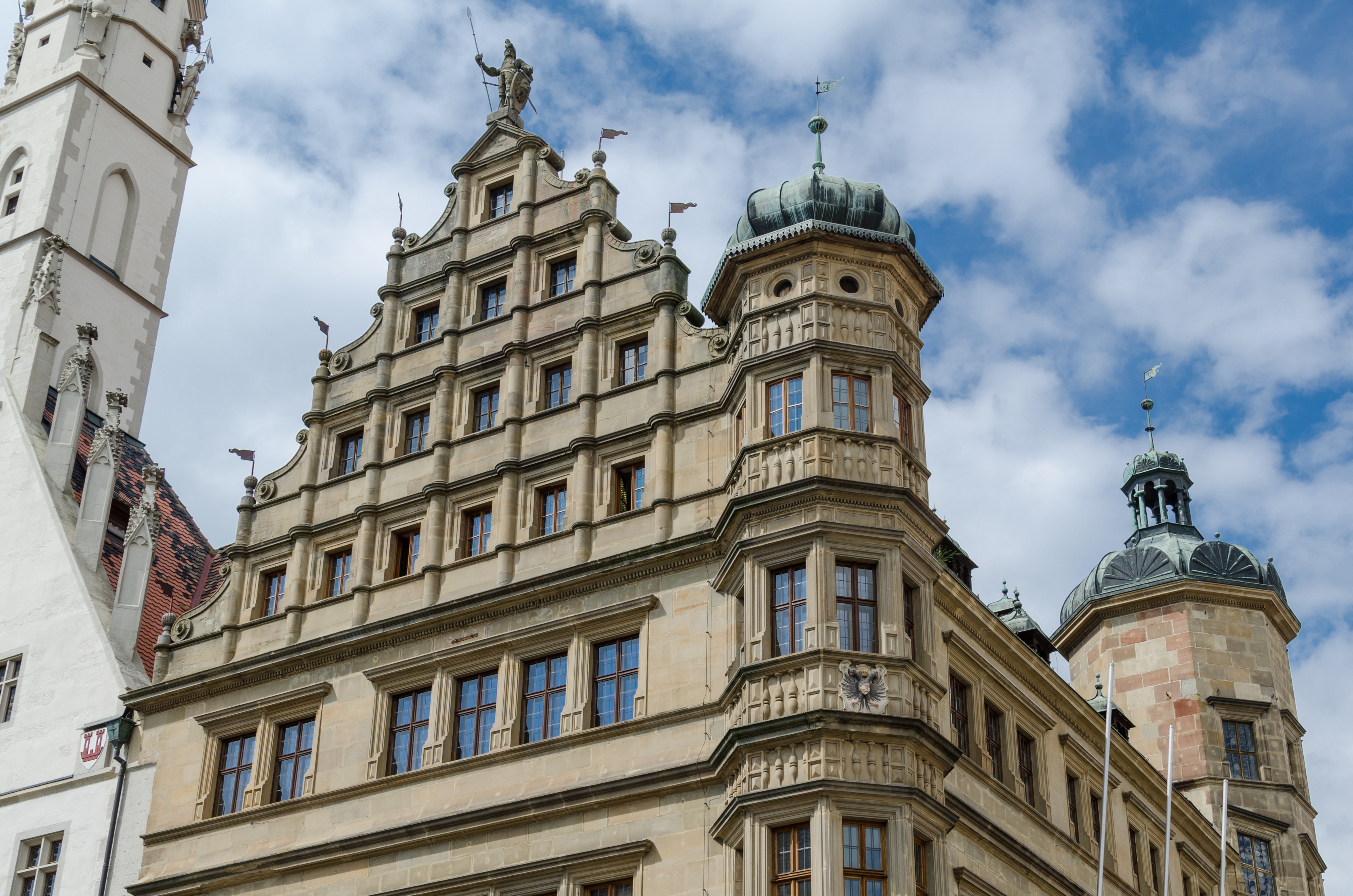
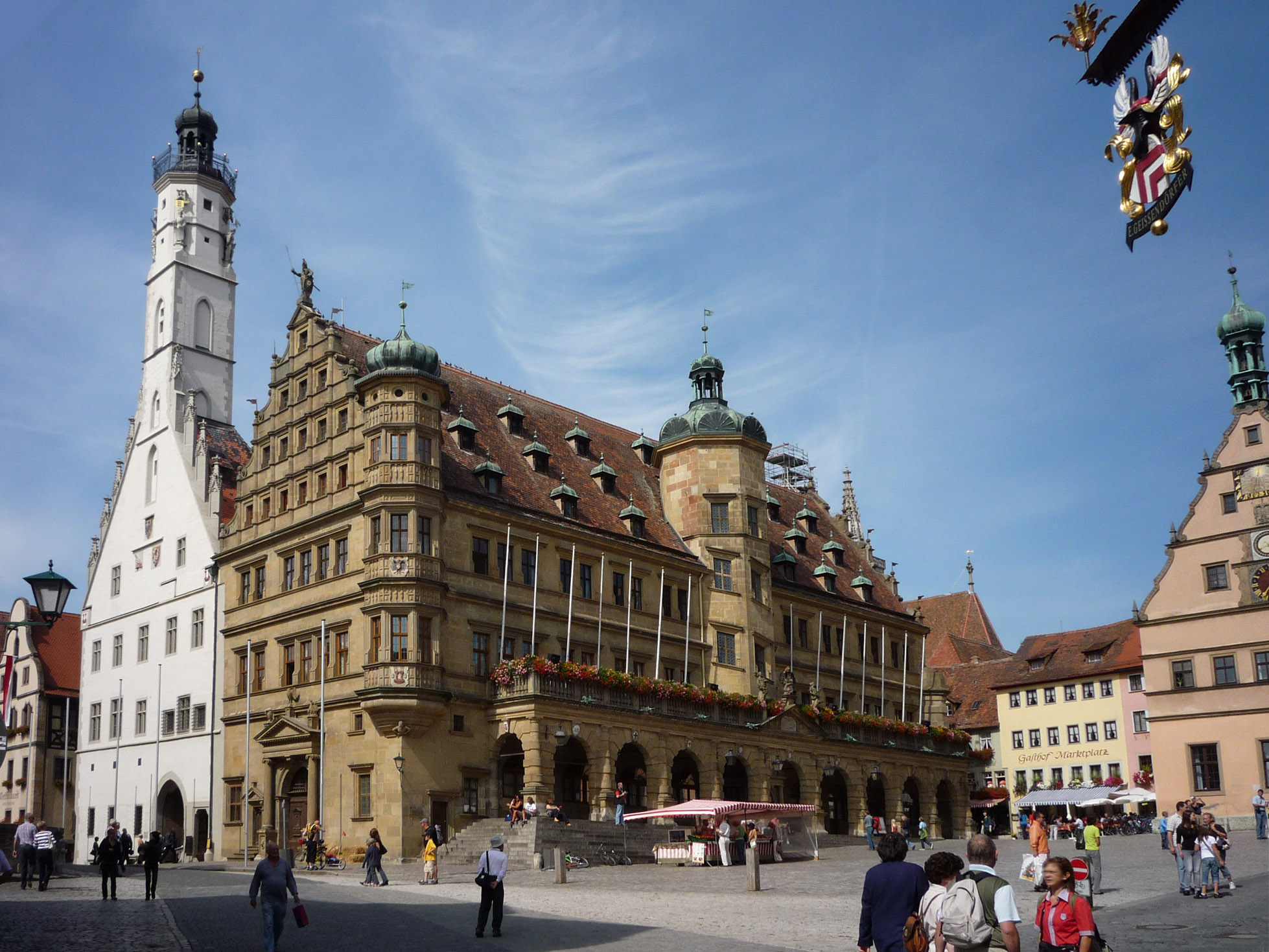
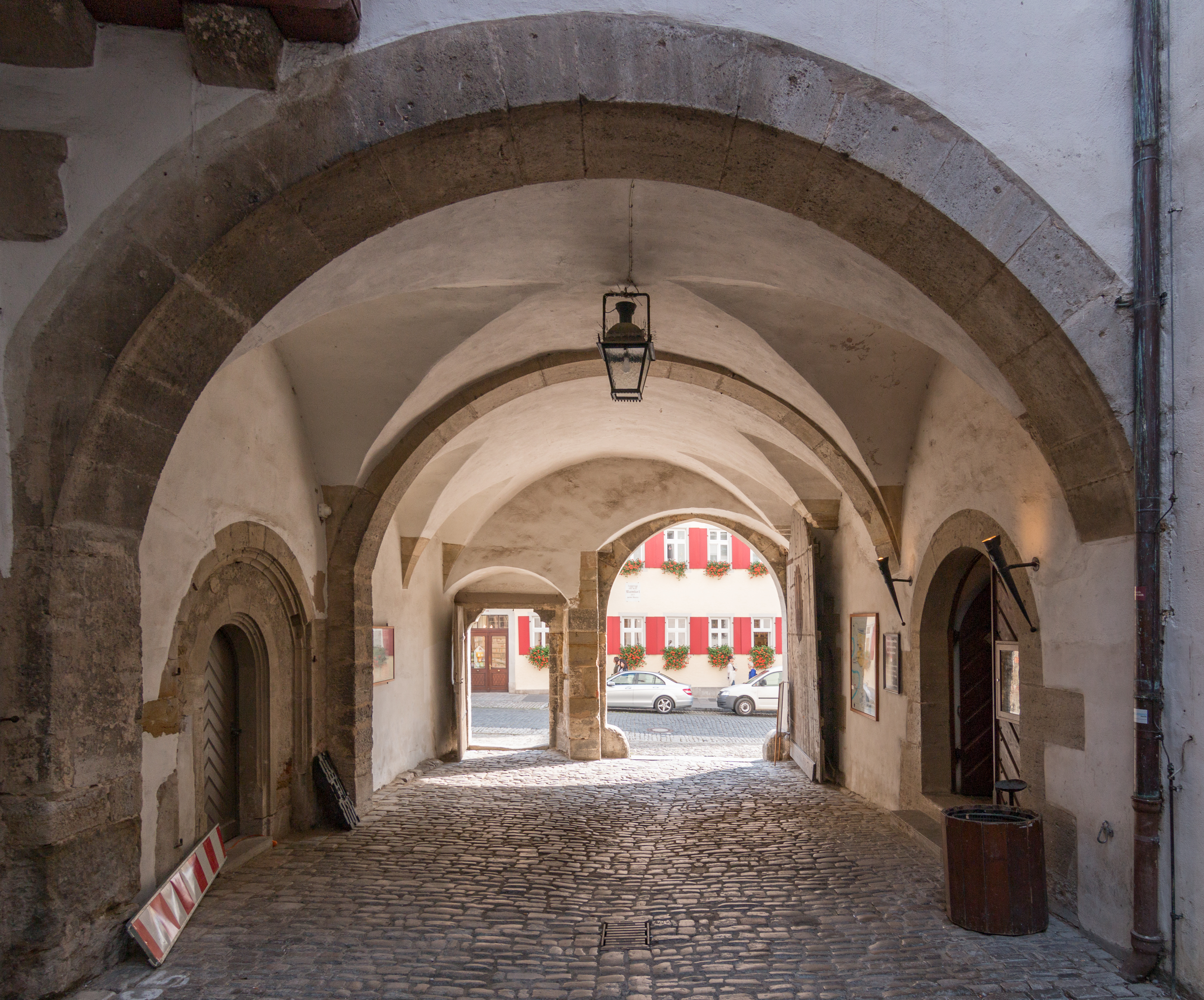

## Littérature
- Georg Dehio : Manuel des monuments d'art allemands franconiens. Les districts administratifs de Haute-Franconie, Moyenne-Franconie et Basse-Franconie. Deutscher Kunstverlag, Munich 1999, p. 914-16.

## Liens web
- Rothenburg ob der Tauber

## Source de traduction
- (de) Cet article est partiellement ou en totalité issu de l’article de Wikipédia en allemand intitulé « Rathaus Rothenburg ob der Tauber » (voir la liste des auteurs).